# Albalate de las Nogueras
Albalate de las Nogueras – gmina w Hiszpanii, w prowincji Cuenca, w Kastylii-La Mancha, o powierzchni 40,11 km². W 2011 roku gmina liczyła 312 mieszkańców.